# ヴィルヘルム・ハイネ

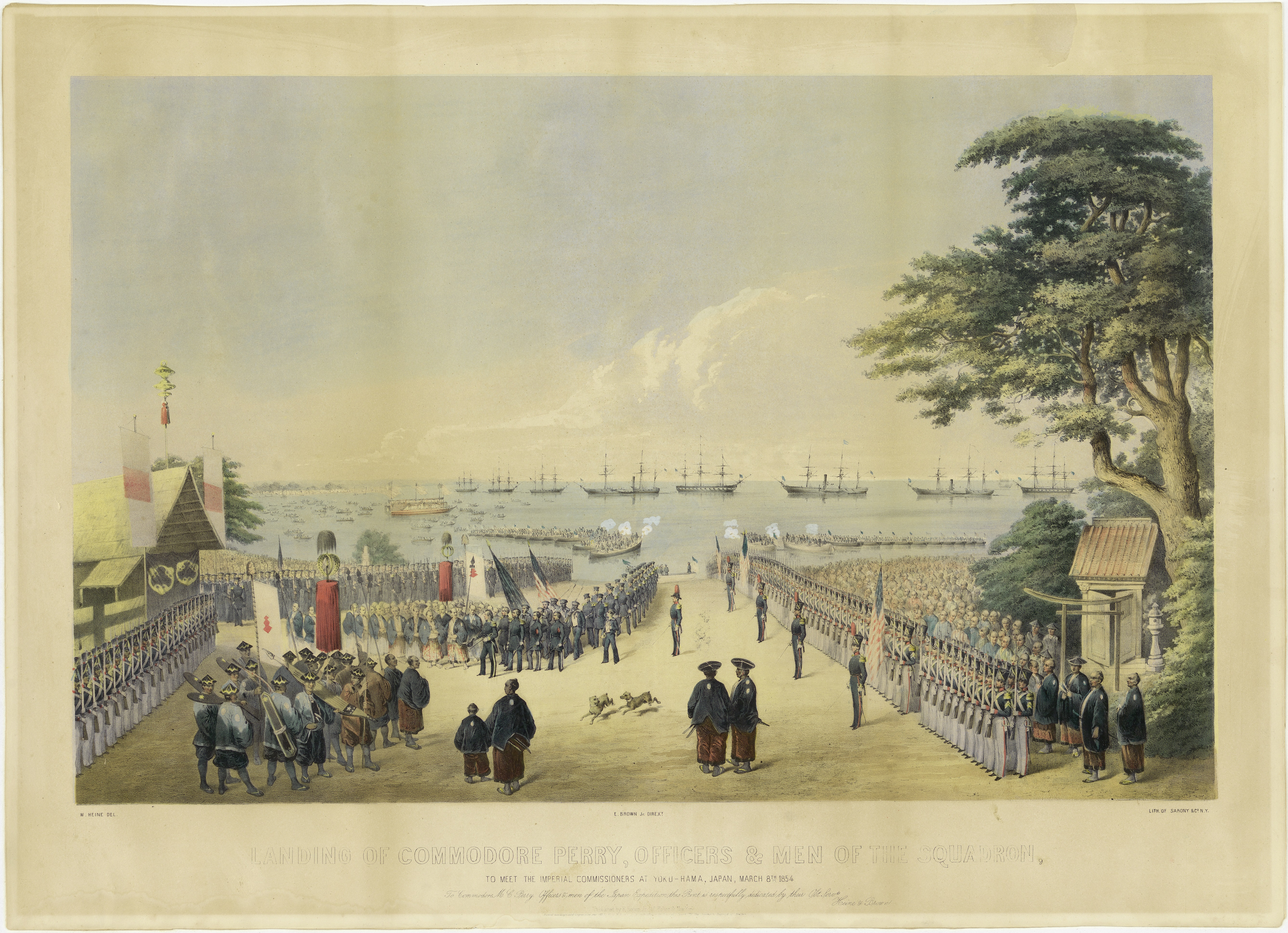
ペリー提督横浜上陸の図 "Commodore Perry and his party landing at Yokohama to meet the Shogun's Commissioners" （1855年、ハイネのリトグラフ作品）

ヴィルヘルム・ハイネ（Peter Bernhard Wilhelm Heine、ペーター・ベルンハルト・ヴィルヘルム・ハイネ、1827年1月30日 - 1885年10月5日）は、ドイツ系アメリカ人の画家、旅行家、著述家。アメリカ合衆国の軍人、外交官としても活動した。名については英語式にウィリアム・ハイネ（William Heine） とも呼ばれる。
日本においては、黒船来航時にペリーに随行した画家として知られている。外交交渉の様子とともに、琉球や日本の自然や文化を描いたスケッチは、公式報告書に添付され、また『ペリー提督日本遠征記』にも挿絵として収録された。自らもスケッチと文章を収録した『世界周航 日本への旅』を出版している。1860年にはプロイセンの使節団に随行して3度目の来日も果たした。旅行に関する著作を生涯に8冊刊行したが、うち6冊は日本に関するものである。

## 生涯

### 生い立ち
ヴィルヘルム・ハイネは、1827年にドイツのドレスデン（当時はザクセン王国の首都）で生まれた。父のフェルディナント・ハイネは、ドレスデン宮廷劇場に属する喜劇役者であった。フェルディナントと、リヒャルト・ワーグナーの父親は友人で、このためハイネはリヒャルト・ワーグナー（1813年 - 1883年）と家族ぐるみの付き合いがあった。
ハイネは、ドレスデンの王立芸術学院で建築学を専攻したが、絵画にその才能を開花させた。歴史画家ユリウス・ヒューブナー (Julius Hübner) の工房で修行し、その後パリに赴いて3年間にわたって芸術の勉強をした。ドレスデンに戻ったハイネは宮廷劇場で舞台美術の仕事を得、また絵画の講座も持った。1848年革命の中でドレスデン蜂起 (May Uprising in Dresden) が発生すると、ハイネはリヒャルト・ワーグナーやミハイル・バクーニンとともにこれに参加した。蜂起が失敗に終わり弾圧を受けると、ハイネはワーグナーとともにパリに亡命。次いで1849年にハイネはアメリカ合衆国のニューヨークに移った。この過程で、ハイネはアレクサンダー・フォン・フンボルトによって助けられている。

### 米国への亡命と中央アメリカでの活動
ハイネはブロードウェイ515番地にアトリエを開き、間もなく芸術家としての定評を得た。
考古学者で外交官のエフライム・ジョージ・スクワイア (E. G. Squier) の知遇を得たハイネは、スクワイアが中央アメリカに領事として赴任するにあたって、画家として同行するよう誘われた。ハイネはスクワイヤに先立って現地に入り、現地の動植物を収集・記録し、将来の出版にそなえて数冊のノートを編纂した。スクワイアが赴任するまで、ハイネは領事としての役割を果たしており、中米諸国と米国との通商交渉にあたり、ワシントンに報告している。この時の記録は、1853年に Wanderbilder aus Centralamerika と題されてワシントンで出版された。

### ペリーとともに日本へ

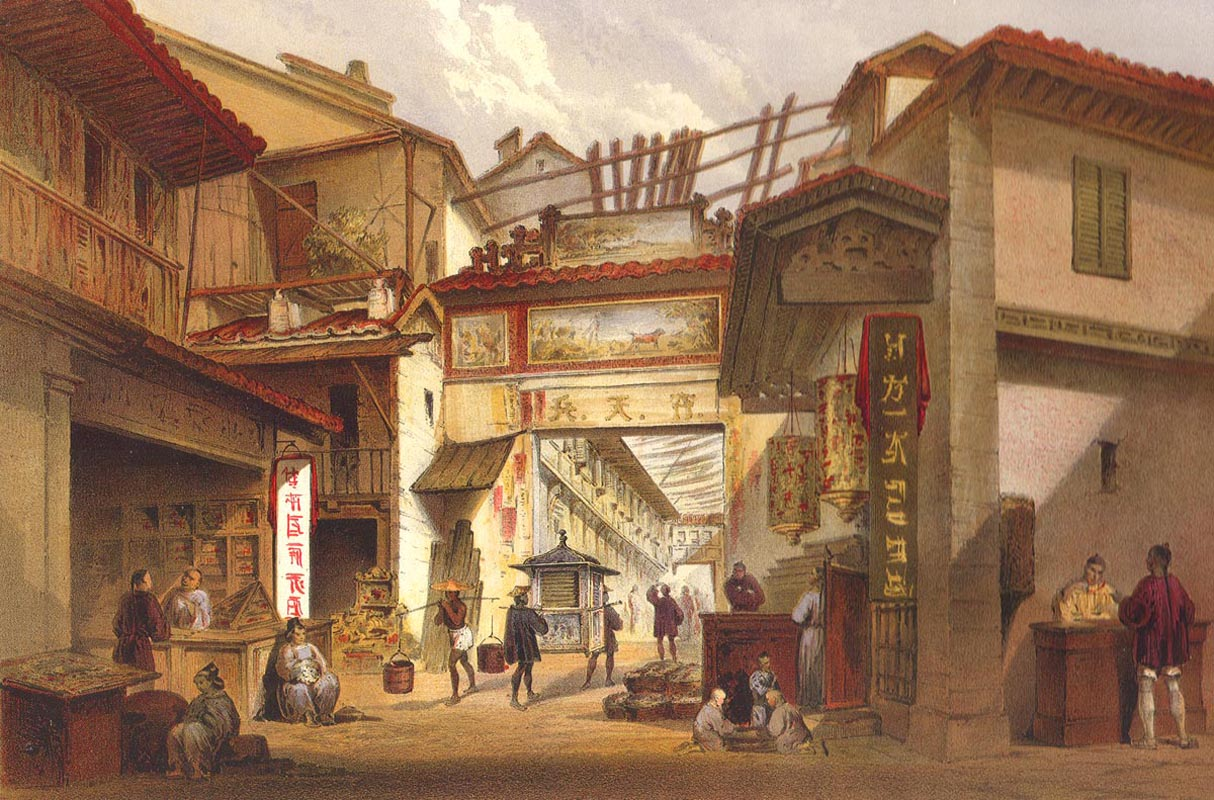
"Old China street in Canton". 広東。Graphic Scenes of the Japan Expedition (1856) 所収

1852年、ハイネは外交書簡を携えてミラード・フィルモア大統領と面会した際に、日本遠征への同行の希望を伝え、マシュー・ペリー提督とも会っている。日本遠征への随行を望む画家や学者は多かったが、ハイネは公式画家として随行者に選ばれた。ハイネはスケッチの速さと写実性を認められており、また文章で表現することの速さにも定評があった。視覚記録を残すための要員としてはほかに、ダゲレオタイプ（銀板写真）の撮影技術を持ったエリファレット・ブラウン・ジュニアが選ばれている。なお、このときペリーに断られた学者の中にはフィリップ・フランツ・フォン・シーボルトがいる。
ハイネはアメリカ海軍のマスター・メイト (Master's mate) という身分でペリーの遠征に随行した。セントヘレナやセイロンなど、日本に向かう途中の各地でも作品を描いている。香港で艦隊が再編された際には旗艦サスケハナ号に乗艦し、ペリーの配慮により甲板上にアトリエが作られた。
1853年から1854年にかけ、ハイネは艦隊とともに（日本ではペリーの「来航」と「再来航」と認識される旅に従って）沖縄、小笠原諸島、横浜、下田、函館を訪れ、彼が訪れた場所や出会った人々をスケッチした。ハイネのスケッチは約400枚あり、これは木版画や石版画にされてペリーの公式報告書に添えられた。また、フランシス・ホークス (Francis L. Hawks) が編纂した『ペリー提督日本遠征記』にもその一部が挿絵として用いられた。ハイネのスケッチは、ブラウンの銀板写真とともに、アメリカによる日本遠征の視覚的史料となっており、多数の西洋人が訪れる前の日本の記録として重要であり続けている。
艦隊とともに帰国したハイネは、何冊かの書籍を出版した。1856年にニューヨークで刊行した『日本遠征図集』 Graphic Scenes of the Japan Expedition は、ペリーの公式報告書に含まれた400枚のスケッチである。また、艦内で記していた手記 や郷里に送った手紙 とスケッチをもとに、ドイツに原稿を送って『世界周航日本への旅』 Reiss um die Welt nach Japan をライプチヒで刊行した。ハイネはこの著書の中で日本人を「活気に満ちた知性豊かな民族」と好意的に描き、「忠実」「勤勉」という表現を多用している。この著書は画集ではなく文章を中心としたもの であるが非常に成功し、まもなくフランス語とオランダ語に翻訳された。江戸幕府もオランダ語版を入手して蕃書調所で翻訳している。ただし、この書籍については、シーボルトが「とりとめもなく根拠がない」として 厳しい批判をおこなっている。

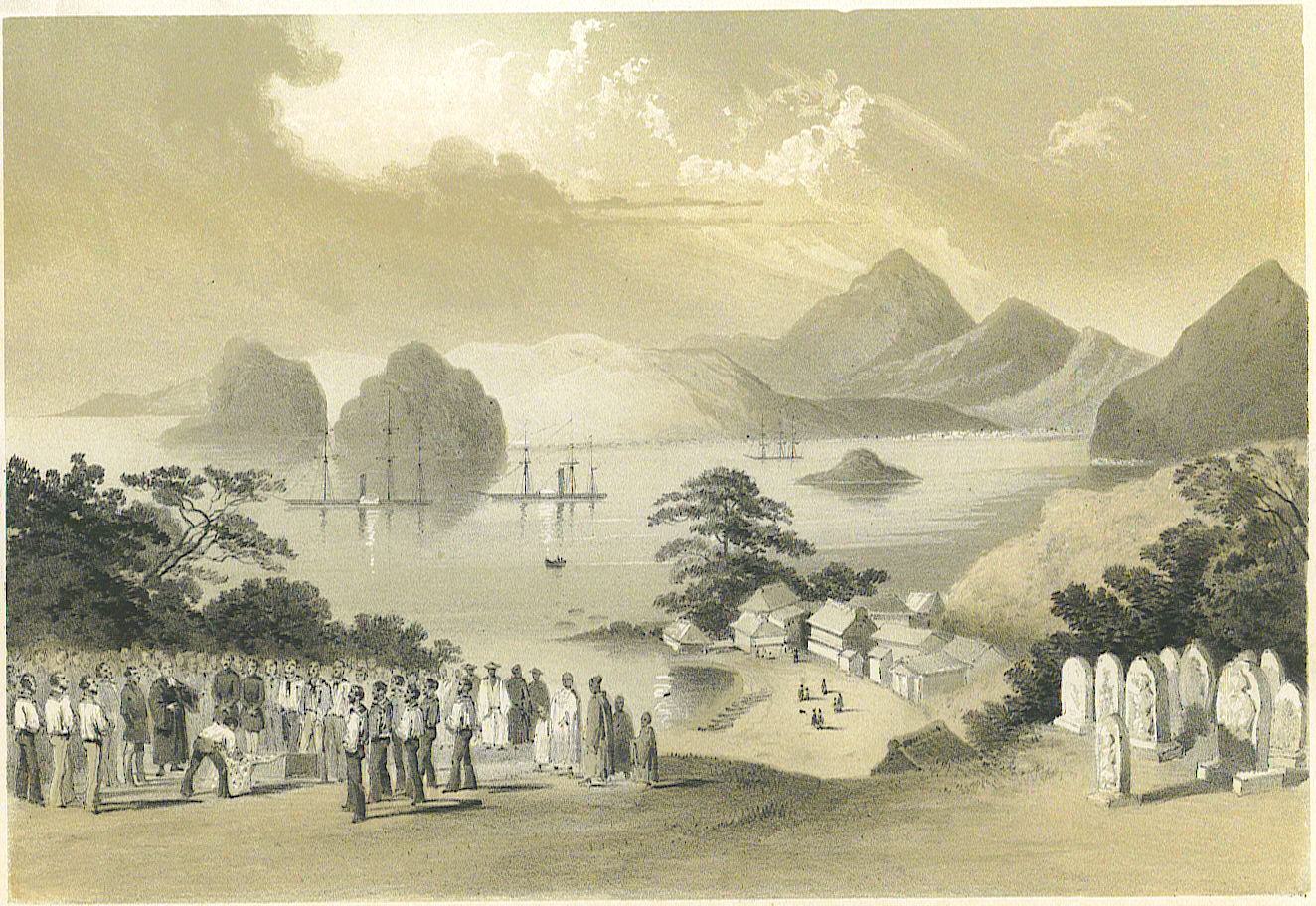
"Shimoda as seen from the American Grave Yard" (lithograph, 1856). 外国人墓地（玉泉寺）から見た下田
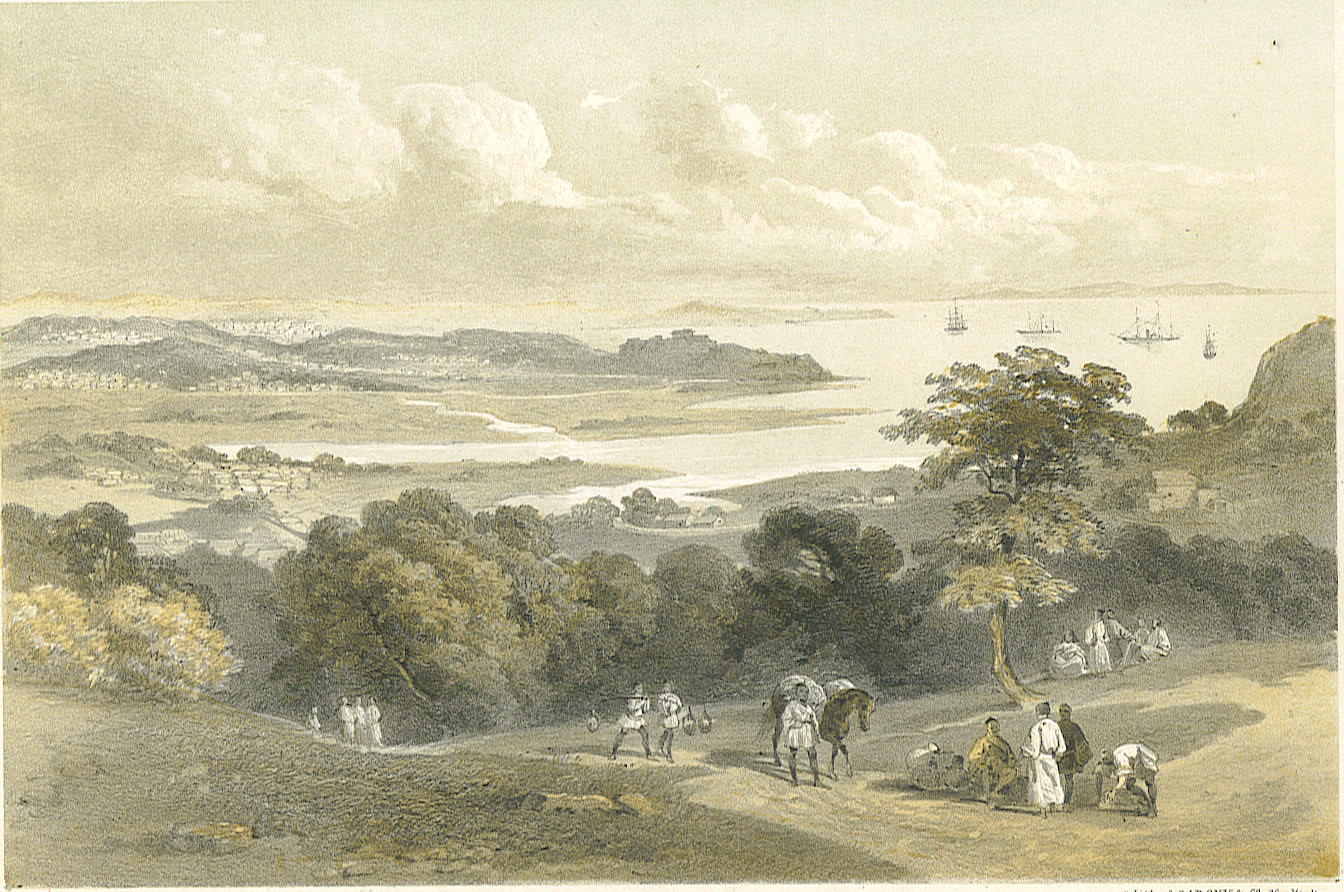
"Napha from Bamboo Village" (lithograph, 1856). 那覇
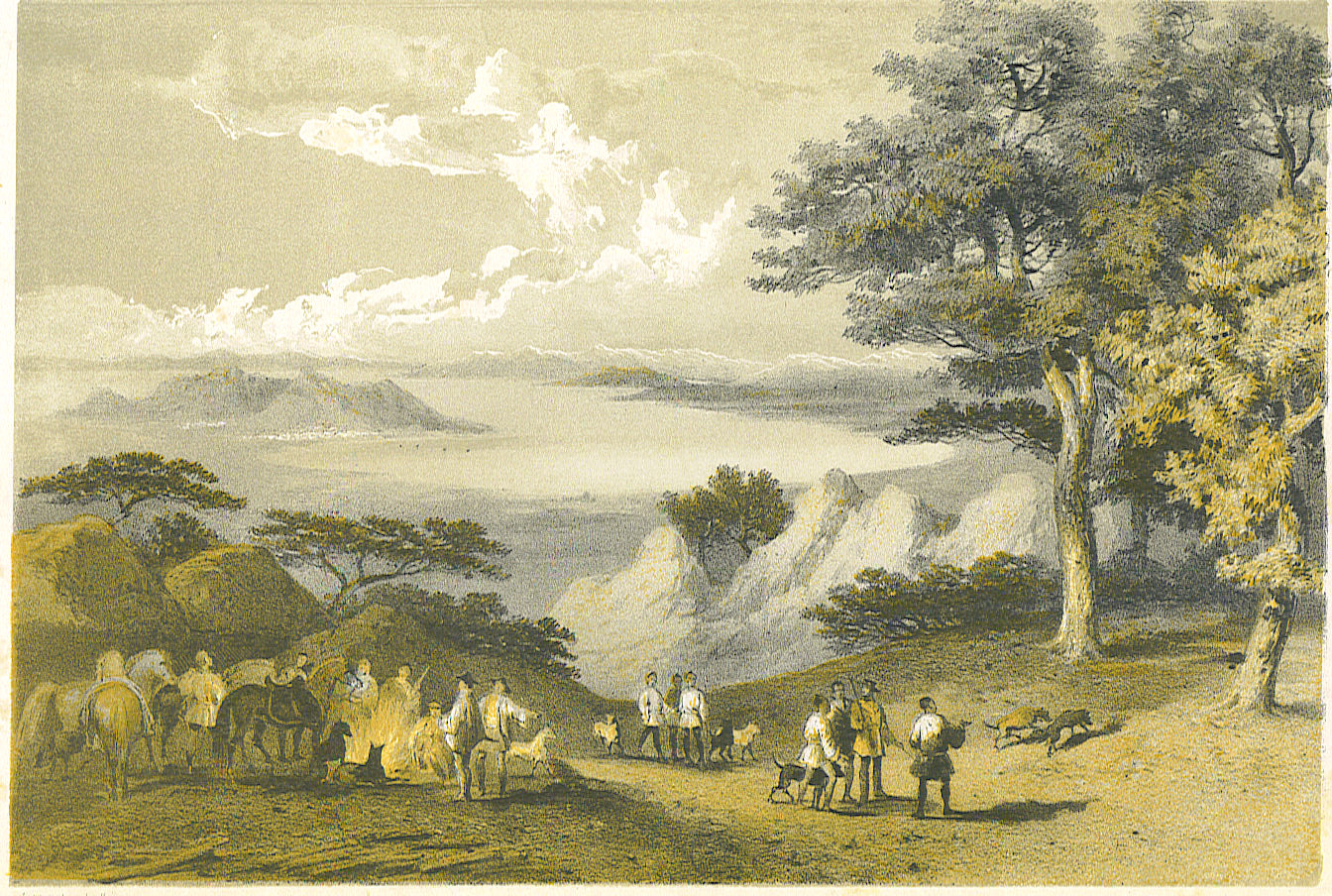
"View of Hakodate from Snow Peak" (lithograph, 1856). 箱館

そののち彼は、アメリカ合衆国が日本・中国・オホーツク海に派遣したロジャース遠征 (North Pacific Exploring and Surveying Expedition) の記録のドイツ語訳、Die Expedition in dir Seen von China, Japan und Okhotsk（ライプチヒ、1858-59）を刊行した。1860年にはライプチヒで Japan und Seine Bewohner（『日本とその住民－土地と人間の歴史的展望と民族学的記述』）を出版した。ただし、Japan und Seine Bewohner は、信憑性が疑われるフェルナン・メンデス・ピントの『遍歴記』を参考資料に用いるなどの点から、評価は芳しくない。

### オイレンブルク遠征と三度目の日本
ハイネはプロイセン政府に対して、アメリカが地歩を固める前にアジアに対して遠征隊を送るべきであると促した。この意見は取り入れられ、ベルリンに滞在していたハイネはオイレンブルク使節団 (Eulenburg Expedition) に公式画家として参加するよう招待を受けた。また同時にケルンの新聞社のためにレポートを送るための特約も結んでいる。1860年、ペリーに随行した際には入れなかった江戸に入り、半年ほどの間滞在した。その間、日本に関する資料や版画などを収集した。
ハイネはオイレンブルクの艦隊が天津に寄港した際に別行動をとって別れた。シベリア経由でドイツに戻ることを考えていたらしいが、結局横浜からアメリカに帰国した。
なお、この旅行の間に彼は横浜でバクーニンと邂逅している。バクーニンは流刑地シベリアから脱出してヨーロッパへの帰途にあった。

### 南北戦争下のアメリカ
米国に帰国したハイネは「フォーティーエイターズ」（1848年革命に身を置いた経験を持つ自由思想家たち）のひとりとして活動した。南北戦争中（1861年 - 1865年）には、北軍のポトマック軍に工兵大尉(engineer captain)として参加した。ハイネは測量と地図作製に従事したが、彼の描いた絵が北軍の防備についてあまりにも多くの情報を扱っているとして逮捕・告発された。ハイネは「軍務に適さない」とされ、名誉除隊となった。
1864年、彼はその代表作である、東洋旅行についての大著  Eine Weltreise um die nördliche Hemisphare in Verbindung mit der Ostasiatischen Expedition in den Jahren 1860 und 1861 （ライプツィヒ、2巻本）を出版した。その後彼は大佐として北軍に復帰した。1865年、彼は准将に進んだが、まもなく再び不従順の罪に問われた。ハイネは、短期間ながらパリとリバプールで米国領事館の事務官（奥正敬によれば領事）として勤務している。

### 晩年
1871年、ドイツ帝国が成立すると、ハイネは米国外交官の職を辞し、ドレスデンに帰郷した。ドレスデンで彼は Japan, Beiträge zur Kenntnis des Landes und seiner Bewohner（ベルリン、1873-80年。『日本－土地と住民研究』） を執筆した。しかしハイネの体調は思わしくなく、この本が日本についての最後の書籍となった。

## 主要な著作

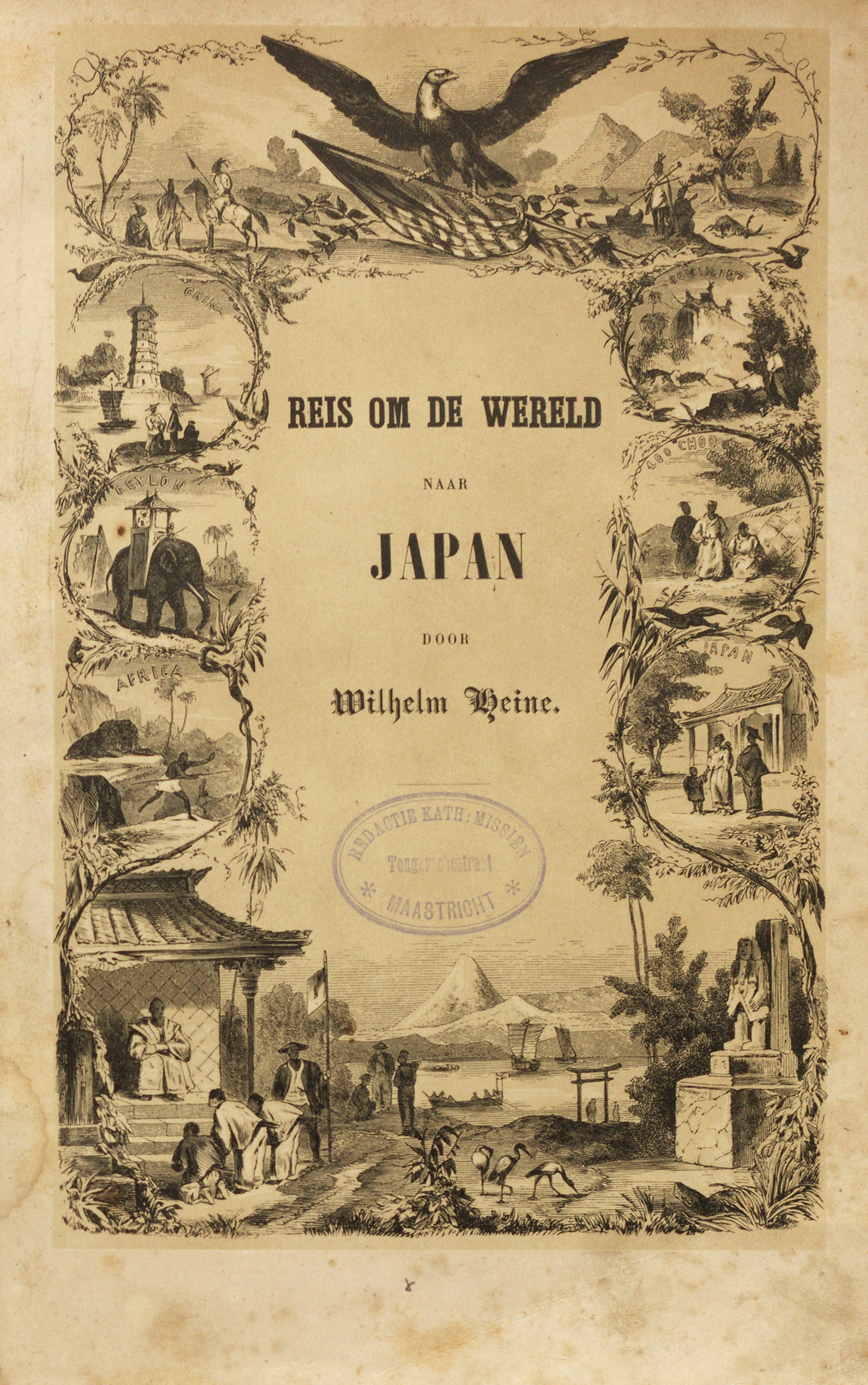
『世界周航 日本への旅』オランダ語版

- Graphic Scenes of the Japan Expedition (New York: G. P. Putnam & Company, 1856[14]) OCLC 3095611

タイトルについてはGraphic scenes in the Japan expeditionとも。日本語訳題としては『日本遠征図集』。ペリー艦隊に随行した際のスケッチをもとにした画集。
- Reise um die Erde nach Japan (Leipzig: Hermann Costenoble, 1856[16])
  - 『ハイネ世界周航日本への旅』（中井晶夫訳、雄松堂出版、新異国叢書第Ⅱ輯2、1983年）

原題の完全なタイトルはReise um die Erde nach Japan an Bord der Expeditions-Escadron unter Com. Perry den Jahren 1853, 54, und 55, unternommen im Auftrage der Regierung der Vereinigten Staaten.　『世界周航日本への旅』、『世界周航 日本への旅：ペリー提督の遠征艦隊に搭乗して』 と訳される。このほか日本語では『日本航海記』 と紹介される例がある。江戸幕府はこの本のオランダ語版を入手して蕃書調所で翻訳を行い、『日本行紀』（あるいは『日本行記』）としている（『大日本維新史料』第2編の5所収）。
- Wanderbilder aus Central-Amerika: Skizzen eines deutschen Malers (Leipzig: Hermann Costenoble, 1857) OCLC 245831358
- Eine Weltreise um die nördliche Hemisphare in Verbindung mit der Ostasiatischen Expedition in den Jahren 1860 und 1861 (Leipzig: F.A. Brockhaus, 1864[17]) OCLC 63836384
- Treasury of Travel and Adventure in North and South America, Europe, Asia and Africa: A Book for Young and Old. (New York: D. Appleton and Company, 1865) OCLC 48859643
- Japan, Beiträge zur Kenntnis des Landes und seiner Bewohner (Berlin: P. Bette, 1873) OCLC 82741141

## 文献
- United States National Capital Sesquicentennial Commission. (1950). American Processional, 1492-1900. Washington, D.C." Corcoran Gallery of Art. OCLC 48507819
- Shedlock, John South. (1890). Richard Wagner's Letters to His Dresden Friends. London: H. Grevel. OCLC 1708345
- Sebastian Dobson: Getrennte Ansichten: Wilhelm Heine und Albert Berg in Japan. / Split Visions: Wilhelm Heine and Albert Berg in Japan. In: Sebastian Dobson & Sven Saaler (Hg./Eds.): Unter den Augen des Preußen-Adlers. Lithographien, Zeichnungen und Photographien der Teilnehmer der Eulenburg-Expedition in Japan, 1860-61./ Under Eagle Eyes. Lithographs, Drawings & Photographs from the Prussian Expedition to Japan, 1860-61. München 2012 (2., durchgesehene Auflage), S. 125-191.
- Sebastian Dobson: Unbeabsichtigte Folgen: Photographie und die Eulenburg-Expedition. / Unintended Consequences: Photography and the Prussian East Asian Expedition. In: Ebda., S. 255-315.
- Hirner, Andrea: Wilhelm Heine. Ein weltreisender Maler zwischen Dresden, Japan und Amerika. Radebeul 2009.
- Andrea Hirner: "Das Leben und die Reisen des Wilhelm Heine." In: Streifzüge durchs alte Japan. Philipp Franz von Siebold, Wilhelm Heine. Herausgegeben von Markus Mergenthaler im Auftrag des Knauf-Museums Iphofen. Dettelbach 2013, S. 74-99.
- Bruno J. Richtsfeld: Wilhelm Heines Japan-Gemälde im Staatlichen Museum für Völkerkunde München. In: Münchner Beiträge zur Völkerkunde, vol. 13, 2009, p. 211 - 240.
- Bruno J. Richtsfeld: "Impressionen aus Japan. Die Wilhelm Heine zugeschriebenen Japan-Gemälde im Staatlichen Museum für Völkerkunde München." In: Streifzüge durchs alte Japan. Philipp Franz von Siebold, Wilhelm Heine. Herausgegeben von Markus Mergenthaler im Auftrag des Knauf-Museums Iphofen. Dettelbach 2013, S. 100-117.
- 中野明『裸はいつから恥ずかしくなったか 「裸体」の日本近代史』（筑摩書房、2016年）
- フレデリック・トラウトマン『ペリーとともに　画家ハイネがみた幕末と日本人』座本勝之訳（三一書房、2018年）